# Hieracium lindii
Hieracium lindii es una especie de planta con flor del género Hieracium, de la familia Asteraceae, orden Asterales.

## Distribución
Hieracium lindii se distribuye por Dinamarca.

## Taxonomía
Fue descrita científicamente por Wiinst.